# Urban Trad
Urban Trad è una band folk belga, i cui membri sono sia di lingua olandese che francese. Fondato nel 2000 la musica del gruppo è ispirata alle canzoni popolari europee, perlopiù celtiche. Gli arrangiamenti però spesso sono molto moderni, rock ed elettronici, che danno una veste moderna ed attuale alle loro canzoni.

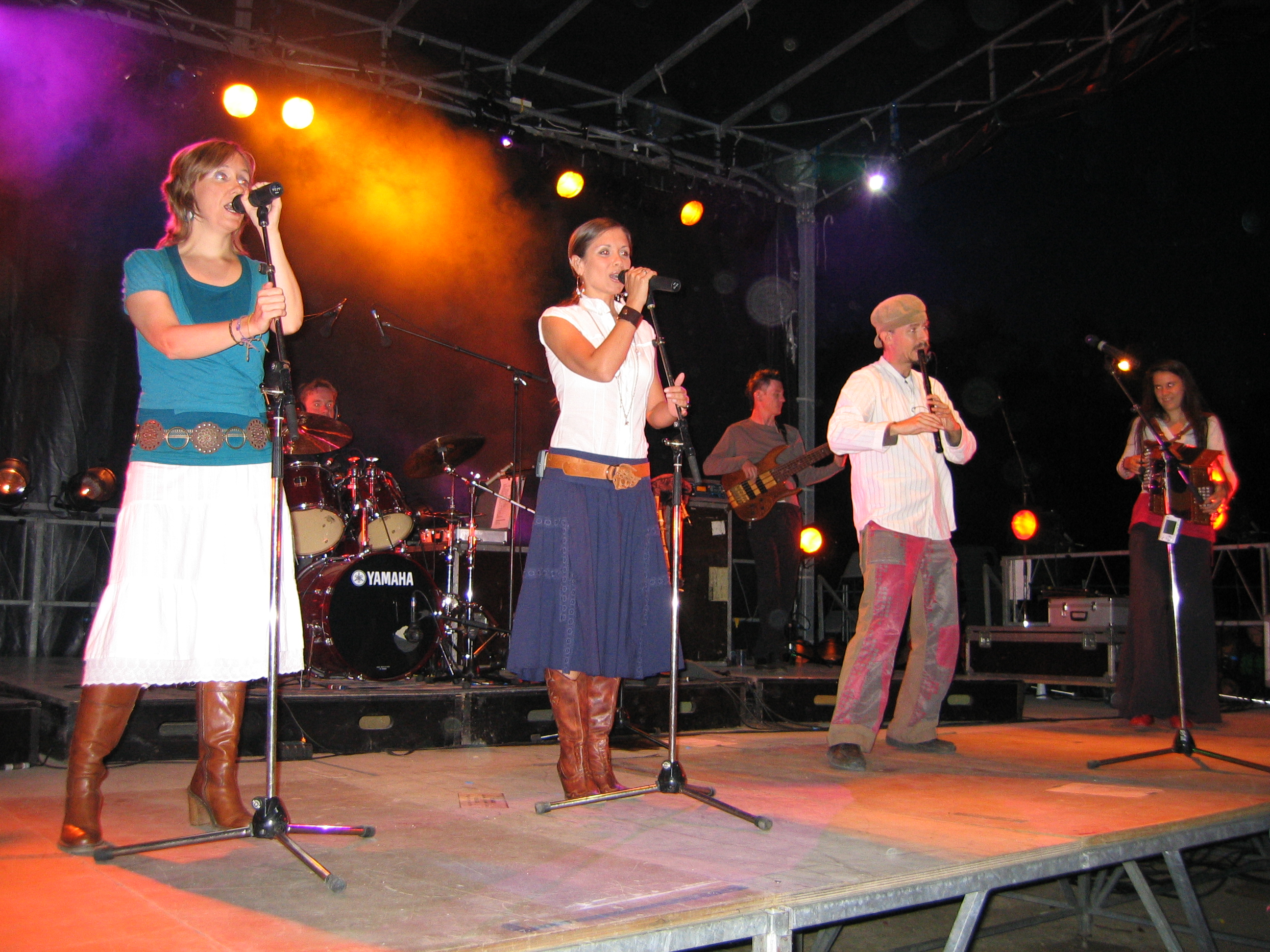
Gli Urban Trad in concerto nel 2006

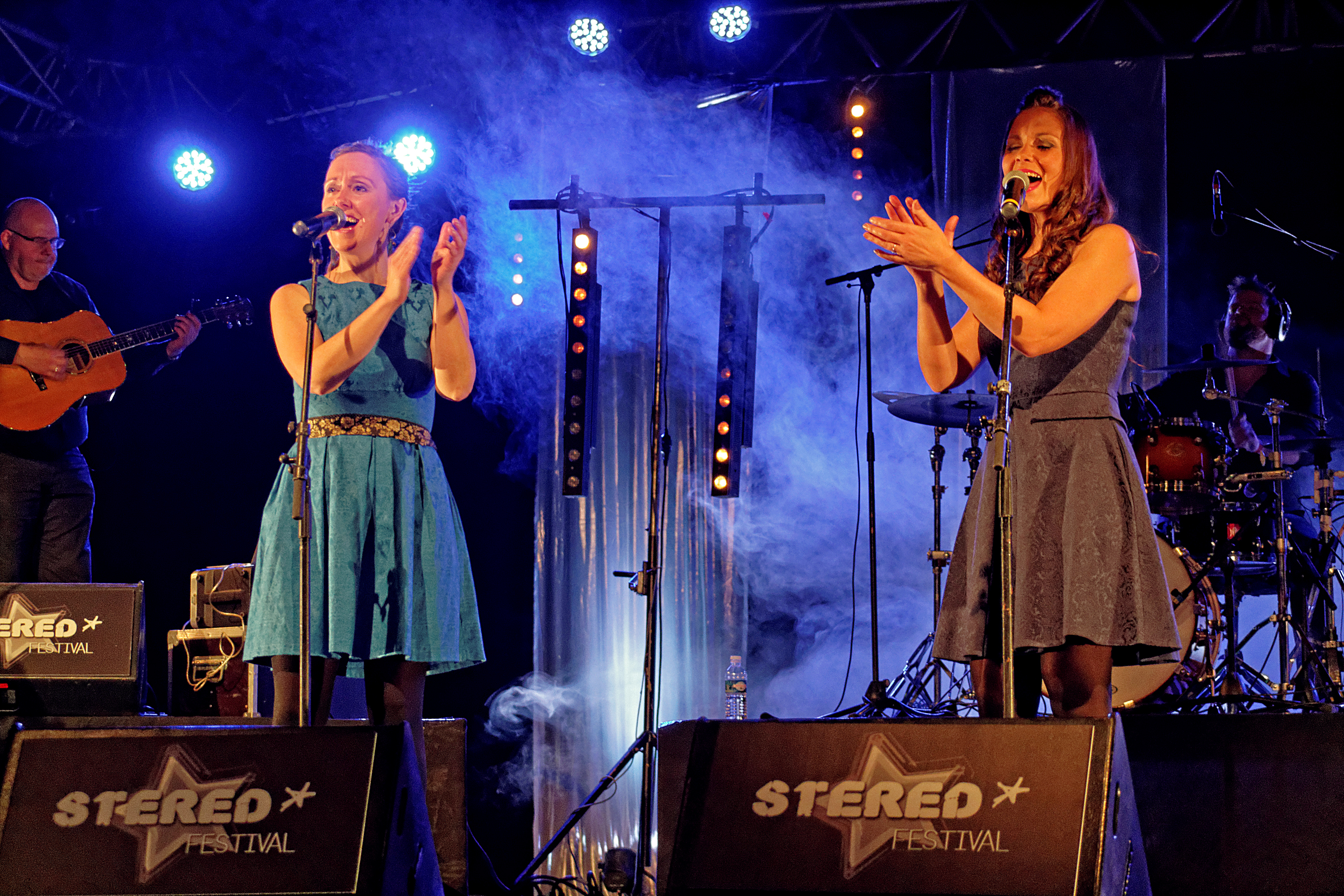
Soetkin Collier & Veronica Codesal 2015

Gli Urban Trad hanno rappresentato il Belgio all'Eurovision Song Contest 2003 con Sanomi, una canzone interpretata in una lingua immaginaria, evitando così o di essere vallona o fiamminga. Con solo due punti di stacco dalla canzone prima classificata, gli Urban Trad si sono classificati al secondo posto.

## Formazione
- Yves Barbieux - flauto e cornamusa
- Veronica Codesal - voce
- Soetkin Collier - voce
- Didier Laloy - fisarmonica
- Philip Masure - chitarra acustica
- Michel Morvan - batteria
- Dirk Naessens - violino
- Marie-Sophie Talbot - voce, piano & percussioni
- Cedric Waterschoot - basso

## Discografia
- 2001 - One O Four
- 2003 - Kerua
- 2004 - Elem
- 2007 - Erbalunga